# Eugnesia subapicata
Eugnesia subapicata là một loài bướm đêm trong họ Geometridae.